# Châtillon-sur-Loire
Châtillon-sur-Loire je francouzská obec v departementu Loiret v regionu Centre-Val de Loire. V roce 2010 zde žilo 3 132 obyvatel. Je centrem kantonu Châtillon-sur-Loire.

## Vývoj počtu obyvatel
Počet obyvatel